# Banachs lucifersprobleem
Banachs lucifersprobleem (Banach Match Problem, Banach's Matchbox Problem) is een probleem uit de kansrekening toegeschreven aan Stefan Banach.

## Probleemstelling
Een pijproker heeft twee doosjes met lucifers; een draagt hij in zijn rechterzak en een in zijn linker. Beide doosjes bevatten bij aanvang {\displaystyle n} lucifers. De roker haalt telkens één lucifer uit een van de doosjes, met gelijke kans voor het linker en rechter doosje. Op zeker moment pakt de roker een leeg doosje. Wat is de kans dat in het andere doosje nog precies {\displaystyle k} lucifers zitten?

## Oplossing
Zij {\displaystyle X} de stochastische variabele die het aantal overgebleven lucifers aangeeft, zodra de roker ontdekt dat een van de doosjes leeg is. Gevraagd is dus de kansfunctie van {\displaystyle X} te bepalen.
Vanwege de symmetrische rol van beide doosjes is de kans dat het overgebleven doosje nog {\displaystyle k} lucifers bevat:
{\displaystyle P(X=k)=P(X=k\ {\text{ en links blijkt leeg}})+P(X=k\ {\text{ en rechts blijkt leeg}})=}
{\displaystyle =2P(X=k\ {\text{ en links blijkt leeg}})}
De gebeurtenis dat er nog {\displaystyle k} lucifers in het rechterdoosje zitten en ontdekt wordt dat het linker leeg is, doet zich voor wanneer het linkerdoosje als laatste is gekozen en verder nog {\displaystyle n} keer en het rechterdoosje {\displaystyle n-k} keer.
Dit kan op {\displaystyle {\tbinom {2n-k}{n}}} manieren, en de kans erop is: 
{\displaystyle {2n-k \choose n}\left({\frac {1}{2}}\right)^{2n-k+1}}
Daaruit volgt dat voor {\displaystyle k=0,1,\ldots ,n} geldt:
{\displaystyle P(X=k)={2n-k \choose n}\left({\frac {1}{2}}\right)^{2n-k}}